# 1. Damen-Basketball-Bundesliga 2025/26
Die 1. Damen-Basketball-Bundesliga 2025/26 ist die 55. Spielzeit der höchsten deutschen Spielklasse im Basketball der Frauen. Als amtierender Titelverteidiger starten die Rutronik Stars Keltern in die Saison.
Die Hauptrunde soll am 27. September 2025 eröffnet und mit dem 22. Spieltag am 28. März 2025 beendet werden.

## Internationale Wettbewerbe
Im zweithöchsten europäischen Wettbewerb – EuroCup Women – sind in der Saison 2025/26 die Rutronik Stars Keltern und die Saarlouis Royals als zwei von 48 Teilnehmern dabei.
Die Gruppenphase im EuroCup Women wird im Oktober und November 2025 in zwölf Vierergruppen ausgetragen. Danach qualifizieren sich jeweils die beiden bestplatzierten Teams jeder Gruppe sowie die acht besten Gruppendritten für die Playoffs.

## Vereine
Durch den Teilnahmeverzicht von medical instinct Veilchen BG74 und WINGS Leverkusen sowie der beiden sportlichen Aufsteiger aus der 2. Bundesliga spielen in dieser Saison lediglich zehn Teams in der 1. Bundesliga.
| Verein                      | Stadt         | Halle                   | Anzahl Saisons | Debüt-Saison |
| --------------------------- | ------------- | ----------------------- | -------------- | ------------ |
| Alba Berlin                 | Berlin        | Sömmeringhalle          | 3              | 2022/23      |
| Eisvögel USC Freiburg       | Freiburg      | Universitäts-Sporthalle | 24             | 2000/01      |
| SYNTAINICS MBC              | Halle (Saale) | SWH.arena               | 23             | 1992/93      |
| TK Hannover Luchse          | Hannover      | Sporthalle Birkenstraße | 9              | 2016/17      |
| Herner TC                   | Herne         | Mont-Cenis-Gesamtschule | 17             | 2007/08      |
| Rutronik Stars Keltern      | Keltern       | Schulzentrum Dietlingen | 10             | 2015/16      |
| BC Pharmaserv Marburg       | Marburg       | Georg-Gaßmann-Halle     | 33             | 1992/93      |
| Eigner Angels Nördlingen    | Nördlingen    | Hermann-Keßler-Halle    | 23             | 1997/98      |
| GiroLive-Panthers Osnabrück | Osnabrück     | OSC-Halle A             | 17             | 1992/93      |
| Saarlouis Royals            | Saarlouis     | Stadtgartenhalle        | 28             | 1994/95      |

- Die Spalte Anzahl Saisons gibt die Anzahl der Spielzeiten des Vereins in der 1. DBBL bis zu dieser Saison an
- Die Spalte Debüt-Saison zeigt die Saison, in der der Verein erstmalig in der 1. DBBL spielte

## Hauptrunde
Die Hauptrunde wird vom 27. September 2025 bis zum 28. März 2026 in einer Doppelrunde – jedes Team trifft einmal zu Hause und einmal auswärts auf alle anderen Teams – plus vier zusätzlichen nach regionalen Gesichtspunkten ausgewählten Partien ausgetragen.
Der Tabellenstand vor Beginn der Hauptrunde:
| Pl. | Team                        | S | N | Punkte | Korbpunkte | Differenz |
| --- | --------------------------- | - | - | ------ | ---------- | --------- |
| 1.  | Rutronik Stars Keltern (M)  | 0 | 0 | 0      | 0 : 0      | 0         |
| 2.  | Alba Berlin                 | 0 | 0 | 0      | 0 : 0      | 0         |
| 3.  | Saarlouis Royals (P)        | 0 | 0 | 0      | 0 : 0      | 0         |
| 4.  | GiroLive-Panthers Osnabrück | 0 | 0 | 0      | 0 : 0      | 0         |
| 5.  | TK Hannover Luchse          | 0 | 0 | 0      | 0 : 0      | 0         |
| 6.  | Herner TC                   | 0 | 0 | 0      | 0 : 0      | 0         |
| 7.  | SYNTAINICS MBC              | 0 | 0 | 0      | 0 : 0      | 0         |
| 8.  | Eigner Angels Nördlingen    | 0 | 0 | 0      | 0 : 0      | 0         |
| 9.  | BC Pharmaserv Marburg       | 0 | 0 | 0      | 0 : 0      | 0         |
| 10. | Eisvögel USC Freiburg       | 0 | 0 | 0      | 0 : 0      | 0         |

Legende:
|  | = Playoffs (Plätze 1 bis 8) |

- Bei Punktgleichheit entscheidet der direkte Vergleich
- in Klammern: M = Meister der Vorsaison / P = Pokalsieger der Vorsaison

## Finalrunde
Die acht bestplatzierten Teams der Hauptrunde qualifizieren sich für die Finalrunde zur Deutschen Meisterschaft. Die Deutsche Meisterschaft wird in einer Play-off-Serie über Viertelfinale (Best-of-Three-Modus), Halbfinale und Finale (jeweils Best-of-Five-Modus) ausgespielt.